# Extreme Movie
Pour plus de détails, voir Fiche technique et Distribution.
Extreme Movie est un film américain de Andrew Jacobson et Adam Jay Epstein, sorti en 2008.

## Synopsis
Des histoires délirants sur la comédie des sexualités en adolescences.

## Fiche technique
- Titre : Extreme Movie
- Réalisation : Andrew Jacobson et Adam Jay Epstein
- Scénario : Andrew Jacobson, Adam Jay Epstein, Will Forte, John Solomon, Andy Samberg, Akiva Schaffer, Jorma Taccone, Erica Rivinoja, Phil Lord et Cristopher Miller
- Musique : Jim Latham
- Pays d'origine : États-Unis
- Format : Couleurs - 1,85:1 - Dolby
- Genre : comédie
- Date de sortie : 2008

## Distribution
- Michael Cera (VQ : Nicolas Bacon) : Fred
- Ryan Pinkston (en) (VQ : Nicholas Savard-L'Herbier) : Mike
- Jamie Kennedy (VQ : Gilbert Lachance) : Mateus
- Frankie Muniz (VQ : Émile Mailhiot) : Chuck
- Matthew Lillard (VQ : François Godin) : lui-même
- Rob Pinkston (en) (VQ : Laurent-Christophe De Ruelle) : Griffin
- Ben Feldman (VQ : Patrice Dubois) : Len
- Kevin Hart (VQ : Martin Watier) : Barry
- Vanessa Lee Chester : Charlotte
- Jermaine Williams (en) (VQ : Xavier Morin-Lefort) : Wyatt
- Danneel Ackles : Melissa
- Rheagan Wallace (en) : Jessica
- Andy Milonakis (en) : Justin
- John Farley : Mr Matthews
- Robert John Burke : Ben, l'agent du FBI
- Chris Cooper : Mike, l'agent du FBI
- Hank Harris : Ronny
- Denise Boutte (en) : New Tabitha
- Jeremy Suarez : RJ
- Kyle Howard (en) : le petit ami de la fille ivre
- Kyle Gass : Directeur
- Jake Sandvig (en) : Hank
- Byron Cotton : David
- Nicholas D'Agosto : Evan
- Marcus T. Paulk (en) : Jalin / Wyatt
- Steven Christopher Parker (en) (VQ : Roxan Bourdelais) : Doug
- James Eckhouse : le père de Jessica
- Meagen Fay : la mère de Len
- Margo Harshman : la petite amie de Ted
- Heather Hogan : Kat
- Vanessa Lengies : Carla
- Bobbi Sue Luther : Gabriela
- Beverley Mitchell : Sue
- Rachel Specter : Blonde
- Mindy Sterling : Jane
- Patrick J. Adams (voix)

 Source : version québécoise (VQ) sur Doublage.qc.ca